# Marcel-Henri Jaspar
Baron Marcel Henri Jaspar (Schaarbeek, 23 juni 1901 - Elsene, 14 mei 1982) was een Belgisch liberaal politicus en ambassadeur.

## Biografie

### Familie en studies
Marcel-Henri Jaspar was de zoon van architect Ernest Jaspar en Marguerite Coopmans-Dillens. Hij was een kleinzoon van auteur Theophiel Coopman en een neef van politicus Henri Jaspar en via zijn moeder verwant aan beeldhouwer Julien Dillens. Vanwege zijn vaders internationale werk bracht hij een groot deel van zijn jeugd door in het buitenland, in Caïro (1905–1915) en Parijs (1915–1919). Hij studeerde in 1918 af aan de Universiteit van Parijs en behaalde in 1923 een doctoraat in de rechten aan de Université libre de Bruxelles. Hij liep stage bij het kopstuk van de Liberale Partij Albert Devèze en oefende korte tijd het beroep van advocaat uit bij het hof van beroep in Brussel en publiceerde daarna een studie over het Belgische vennootschapsrecht.

### Politieke loopbaan
Hijzelf werd ook politiek actief voor de liberalen en behoorde tot de linkerzijde van de partij in 1921. Dankzij Devèze kwam hij terecht in de Commissie voor partijhernieuwing. Zijn invloed binnen de Liberale Partij kon hij uitbouwen terwijl hij ook een druk sociaal en nachtelijk leven leidde. Door zijn levenslust en geestigheid werd Jaspar de lieveling van het mondaine « Tout-Bruxelles ». Twee jaar na zijn toetreding tot de liberalen werd hij verkozen tot voorzitter van de Federatie van de Liberale jeugd van het arrondissement Brussel om in 1926 gemeenteraadslid te Ukkel te worden. In mei 1929 werd de advocaat plaatsvervangend volksvertegenwoordiger. Van 1929 tot 1931 was hij secretaris-generaal van de Brusselse afdeling van de Liberale Partij en van 1931 tot 1932 hoogleraar aan de École supérieure des sciences commerciales in Brussel.
Bij de verkiezingen van 27 november 1932 bracht hij het als 31-jarige tot volksvertegenwoordiger namens het arrondissement Brussel in de Kamer van volksvertegenwoordigers wat hij bleef tot 1944. Van 1936 tot 1937 was hij bovendien minister van Verkeerswezen in de regering-Van Zeeland II en van 1939 tot 1940 minister van Volksgezondheid in de regeringen-Pierlot II en III.
Tijdens zijn periode als minister van Verkeerswezen werd Jaspar een mikpunt voor aanvallen van Rex. In die periode evolueerde, mede ook door zijn huwelijk met de joodse Betty Halpern de Becker, de minister tot een van de meest hevige tegenstanders van het rexisme.

### Tweede Wereldoorlog
Nadat in België in mei 1940 de Tweede Wereldoorlog uitbrak, volgde hij de regering-Pierlot IV naar Frankrijk. Toen de regering eraan dacht om de strijd op te geven en zich over te geven, trok Jaspar zonder verwittiging naar Londen, waar hij op 20 juni aankwam. Jaspar bereikte Londen via Lissabon dankzij een visum van de Portugese consul in Bordeaux, Aristides de Sousa Mendes. Op 23 juni gaf hij op de BBC een radiotoespraak waarin hij zei dat de regering de strijd wilde voortzetten. Dit werd niet op prijs gesteld door de achtergebleven regeringsleden in Frankrijk, die zich eerst wilden aligneren op de lijn van de nieuwe Franse regering-Vichy en hem prompt uit de regering zetten. Daarnaast beschuldigden de andere leden van de regering hem van "postverlating".
Nadien probeerde Jaspar met enkele Belgische politici die in Londen aangekomen waren (Camille Huysmans, Isabelle Blume-Grégoire en Max Buset) om een nieuwe regering te vormen - het Belgisch Nationaal Comité - en deze te laten erkennen door de regering van Winston Churchill. Twee weken later werd minister van Koloniën Albert de Vleeschauwer naar Londen gestuurd om in naam van de regering in Frankrijk eveneens een verbinding te maken met Churchill. Pas meer dan een maand later (eind augustus 1940), nadat de regering-Vichy de diplomatieke status van de Belgische regeringsleden had ingetrokken en ze geen enkel gehoor meer kregen in Brussel bij Leopold III of bij de Duitse bezetter, volgden de ministers Camille Gutt, Hubert Pierlot en Paul-Henri Spaak naar Londen. Pierlot en Spaak kwamen uiteindelijk pas aan in oktober 1940.
De regering gaf Jaspar vervolgens een diplomatieke functie, waarmee zijn politieke loopbaan ten einde kwam. In 1941 werd hij benoemd tot zaakgelastigde bij de regering van Tsjecho-Slowakije, die zich tijdens de Tweede Wereldoorlog ook in Londen bevond. Na de Bevrijding volgde hij deze regering naar Praag, waar hij van 1945 tot 1946 ambassadeur was.

### Diplomatie
Vervolgens was Jaspar van 1946 tot 1951 ambassadeur in Buenos Aires, van 1951 tot 1954 in Rio de Janeiro, van 1954 tot 1959 in Stockholm en van 1959 tot 1966 in Parijs.
In 1966 verliet hij de diplomatie, waarna hij zich bezighield met artikelen, monografieën en zijn memoires te schrijven. In 1982 overleed hij.

### Privé
Jaspar trouwde in 1923 met Marguerite Mignot (°1903), kleindochter van Firmin Mignot, industrieel en senator. Ze kregen een zoon, Pierre Jaspar, die in 1946 in Praag zelfmoord pleegde. In 1932 trouwde hij met Mary-Betty Halpern de Becker, een Witte emigrant van Joodse afkomst.